# Falkenberg, Tirschenreuth
Falkenberg är en kommun och ort i Landkreis Tirschenreuth i Regierungsbezirk Oberpfalz i förbundslandet Bayern i Tyskland.
Köpingen ingår i kommunalförbundet Wiesau tillsammans med köpingen Wiesau.